# Згорњи Порчич
Згорњи Порчич (словен. Zgornji Porčič) је насељено место у општини Света Тројица в Словенских Горицах, Подравска регија, Словенија.

## Историја
До територијалне реорганизације у Словенији био је у саставу старе општине Ленарт.

## Становништво
У попису становништва из 2011. године, Згорњи Порчич је имао 356 становника.
| Број становника према пописима | Број становника према пописима | Број становника према пописима |
| ------------------------------ | ------------------------------ | ------------------------------ |
| 1991                           | 2002                           | 2011                           |
| 527                            | 463                            | 356                            |

Напомена: Године 2009. умањено за део насеља који је припојен насељу Сподњи Порчич (Ленарт). Године 2010. умањено за део насеља који је припојен насељу Света Тројица в Словенских Горицах.